# Wereldkampioenschappen schermen 2001
De 49ste wereldkampioenschappen schermen werden gehouden in Nîmes, Frankrijk in 2001. De organisatie lag in de handen van de FIE.

## Resultaten

### Mannen
| Discipline         | Goud                                                                     | Goud | Zilver                                                          | Zilver | Brons                                                        | Brons   |
| ------------------ | ------------------------------------------------------------------------ | ---- | --------------------------------------------------------------- | ------ | ------------------------------------------------------------ | ------- |
| Floret individueel | Salvatore Sanzo                                                          | ITA  | Loïc Attely                                                     | FRA    | Brice Guyart Franck Boidin                                   | FRA     |
| Degen individueel  | Paolo Milanoli                                                           | ITA  | Basil Hoffmann                                                  | SUI    | Fabrice Jeannet Oliver Lücke                                 | FRA GER |
| Sabel individueel  | Stanislav Pozdnjakov                                                     | RUS  | Julien Pillet                                                   | FRA    | Mathieu Gourdain Rafał Sznajder                              | FRA POL |
| Floret ploegen     | Loïc Attely Franck Boidin Jean-Noël Ferrari Brice Guyart                 | FRA  | Tomasz Ciepły Adam Krzesiński Sławomir Mocek Piotr Kiełpikowski | POL    | Oscar García Elvis Gregory Eddy Patterson Raul Perojo        | CUB     |
| Degen ploegen      | Attila Fekete Géza Imre Iván Kovács Krisztián Kulcsár                    | HUN  | Kaido Kaaberma Meelis Loit Nikolai Novosjolov Sergej Vaht       | EST    | Rémy Delhomme Fabrice Jeannet Jérôme Jeannet Hugues Obry     | FRA     |
| Sabel ploegen      | Aleksej Djatsjenko Aleksej Frossin Stanislav Pozdnjakov Sergej Tsjarikov | RUS  | Domonkos Ferjancsik Kende Fodor Balázs Lengyel Zsolt Nemcsik    | HUN    | Mihai Covaliu Victor Gaureanu Florin Lupeică Florian Zalomir | ROU     |

### Vrouwen
| Discipline         | Goud                                                                 | Goud | Zilver                                                              | Zilver | Brons                                                         | Brons   |
| ------------------ | -------------------------------------------------------------------- | ---- | ------------------------------------------------------------------- | ------ | ------------------------------------------------------------- | ------- |
| Floret individueel | Valentina Vezzali                                                    | ITA  | Sabine Bau                                                          | GER    | Roxana Scarlat Jekaterina Joesjeva                            | ROU RUS |
| Degen individueel  | Claudia Bokel                                                        | GER  | Laura Flessel-Colovic                                               | FRA    | Maria Isaksson Gianna Hablützel-Bürki                         | SWE SUI |
| Sabel individueel  | Anne-Lise Touya                                                      | FRA  | Ilaria Bianco                                                       | ITA    | Jelena Zjemajeva Gioia Marzocca                               | AZE ITA |
| Floret ploegen     | Diana Bianchedi Frida Scarpa Giovanna Trillini Valentina Vezzali     | ITA  | Svetlana Bojko Joelia Chakimova Jekaterina Joesjeva Olga Lobyntseva | RUS    | Ann Marsh Erinn Smart Felicia Zimmermann Iris Zimmermann      | USA     |
| Degen ploegen      | Tatjana Fachroetdinova Tatjana Logoenova Marija Mazina Anna Sivkova  | RUS  | Gianna Hablützel-Bürki Sophie Lamon Diana Romagnoli Tabea Steffen   | SUI    | Adrienn Hormay Ildikó Mincza Tímea Nagy Hajnalka Tóth         | HUN     |
| Sabel ploegen      | Irina Bazjenova Jelizaveta Gorszt Natalja Makejeva Jelena Netsjajeva | RUS  | Irina Drăghici Cătălina Gheorghițoaia Andreea Pelei                 | ROU    | Sandra Benad Doren Haentsch Stefanie Kubissa Sabine Thieltges | GER     |

## Medaillespiegel
| Plaats | Land             | Goud | Zilver | Brons | Totaal |
| 1      | Italië           | 4    | 1      | 1     | 6      |
| 1      | Rusland          | 4    | 1      | 1     | 6      |
| 3      | Frankrijk        | 2    | 3      | 5     | 10     |
| 4      | Duitsland        | 1    | 1      | 2     | 4      |
| 5      | Hongarije        | 1    | 1      | 1     | 3      |
| 6      | Zwitserland      | 0    | 2      | 1     | 3      |
| 7      | Roemenië         | 0    | 1      | 2     | 3      |
| 8      | Polen            | 0    | 1      | 1     | 2      |
| 9      | Estland          | 0    | 1      | 0     | 1      |
| 10     | Azerbeidzjan     | 0    | 0      | 1     | 1      |
| 10     | Cuba             | 0    | 0      | 1     | 1      |
| 10     | Verenigde Staten | 0    | 0      | 1     | 1      |
| 10     | Zweden           | 0    | 0      | 1     | 1      |
| Totaal | Totaal           | 12   | 12     | 18    | 42     |

1937 · 1938 · 1947 · 1948 · 1949 · 1950 · 1951 · 1952 · 1953 · 1954 · 1955 · 1956 · 1957 · 1958 · 1959 · 1961 · 1962 · 1963 · 1965 · 1966 · 1967 · 1969 · 1970 · 1971 · 1973 · 1974 · 1975 · 1977 · 1978 · 1979 · 1981 · 1982 · 1983 · 1985 · 1986 · 1987 · 1988 · 1989 · 1990 · 1991 · 1992 · 1993 · 1994 · 1995 · 1997 · 1998 · 1999 · 2000 · 2001 · 2002 · 2003 · 2004 · 2005 · 2006 · 2007 · 2008 · 2009 · 2010 · 2011 · 2012 · 2013 · 2014 · 2015 · 2016 · 2017 · 2018 · 2019 · 2022 · 2023